# 865
Évszázadok: 8. század – 9. század – 10. század
Évtizedek: 810-es évek – 820-as évek – 830-as évek – 840-es évek – 850-es évek – 860-as évek – 870-es évek – 880-as évek – 890-es évek – 900-as évek – 910-es évek
Évek: 860 – 861 – 862 – 863 –  864 – 865 – 866 – 867 – 868 – 869 – 870

## Események

### Európa
- Német Lajos keleti frank király - miután az előző évben legidősebb fiának, Karlmannak adta Bajorországot - két másik fiának is kiosztja örökségét: Ifjabb Lajos Szászországot, Frankföldet és Türingiát; Kövér Károly Svábföldet és Raetiát kapja.
- I. Miklós pápa nem hajlandó elismerni II. Lothár lotaringiai király válását első feleségétől, Teutbergától és kiátkozással fenyegeti meg az uralkodót. Lothár attól tart hogy ebben az esetben testvérei (Német Lajos és Kopasz Károly) felosztanák birodalmát és inkább visszafogadja feleségét.
- A vikingek kirabolják Orléans-t. Egy másik csapat Poitiers-t támadja meg, de Erős Róbert neustriai őrgróf legyőzi őket.
- Bulgáriában pogánylázadás tör ki az erőszakos keresztelések miatt. I. Borisz kán leveri a felkelést és 52 bojárt családjával együtt kivégeztet.
- Ælla northumbriai király állítólag elfogja és kígyóverembe dobatva megöleti a portyázó viking vezért, Ragnar Lodbrokot. A legenda szerint Ragnar három fia, Halfdan, Ivar és Ubba bosszút esküszik és hatalmas sereget gyűjt össze. A "nagy pogánysereg" áthajózik a britanniai Thanet szigetén lévő viking táborba, majd először Kelet-Angliát támadja meg, amelynek királya, Edmund adófizetéssel és lovak átadásával váltja meg földjét a fosztogatástól.
- Meghal Æthelberht wessexi király. Utóda öccse, I. Æthelred.

### Abbászida Kalifátus
- Nyílt konfliktus tör ki a tényleges hatalom birtokosai, a türk zsoldosvezérek között. Az egyik párt a fővárosból, Szamarrából Bagdadba távozik és magukkal viszik al-Musztain kalifát is. A másik tábor küldöttséget indít a kalifához, hogy kérje visszatérését, de a vita hevében megütik az egyik követet és a tárgyalások félbeszakadnak. A szamarrai párt kiszabadítja az előző kalifa, al-Muntaszir börtönbe zárt öccsét, al-Mutazzt és kalifává kiáltják ki. A szamarrai párt ostrom alá veszi Bagdadot, amely a következő év januárjáig tart.

## Születések
- Al-Najrízí, perzsa matematikus és csillagász

## Halálozások
- Ansgar, frank hittérítő, hamburg-brémai érsek
- Æthelberht, wessexi király
- Szent Kasszia, bizánci apáca, költő
- Petronasz, bizánci hadvezér
- Ragnar Lodbrok, viking hadvezér

## Fordítás
- Ez a szócikk részben vagy egészben  a(z)   865 című angol Wikipédia-szócikk ezen változatának fordításán alapul.  Az eredeti cikk szerkesztőit annak laptörténete sorolja fel. Ez a jelzés csupán a megfogalmazás eredetét és a szerzői jogokat jelzi, nem szolgál a cikkben szereplő információk forrásmegjelöléseként.